# 弗洛里安·鲁索
弗洛里安·鲁索（法語：Florian Rousseau，1974年2月3日—），法国男子自行车运动员。他曾代表法国参加1996年和2000年夏季奥林匹克运动会自行车比赛，共获得三枚金牌和一枚银牌。